# 西琳寺

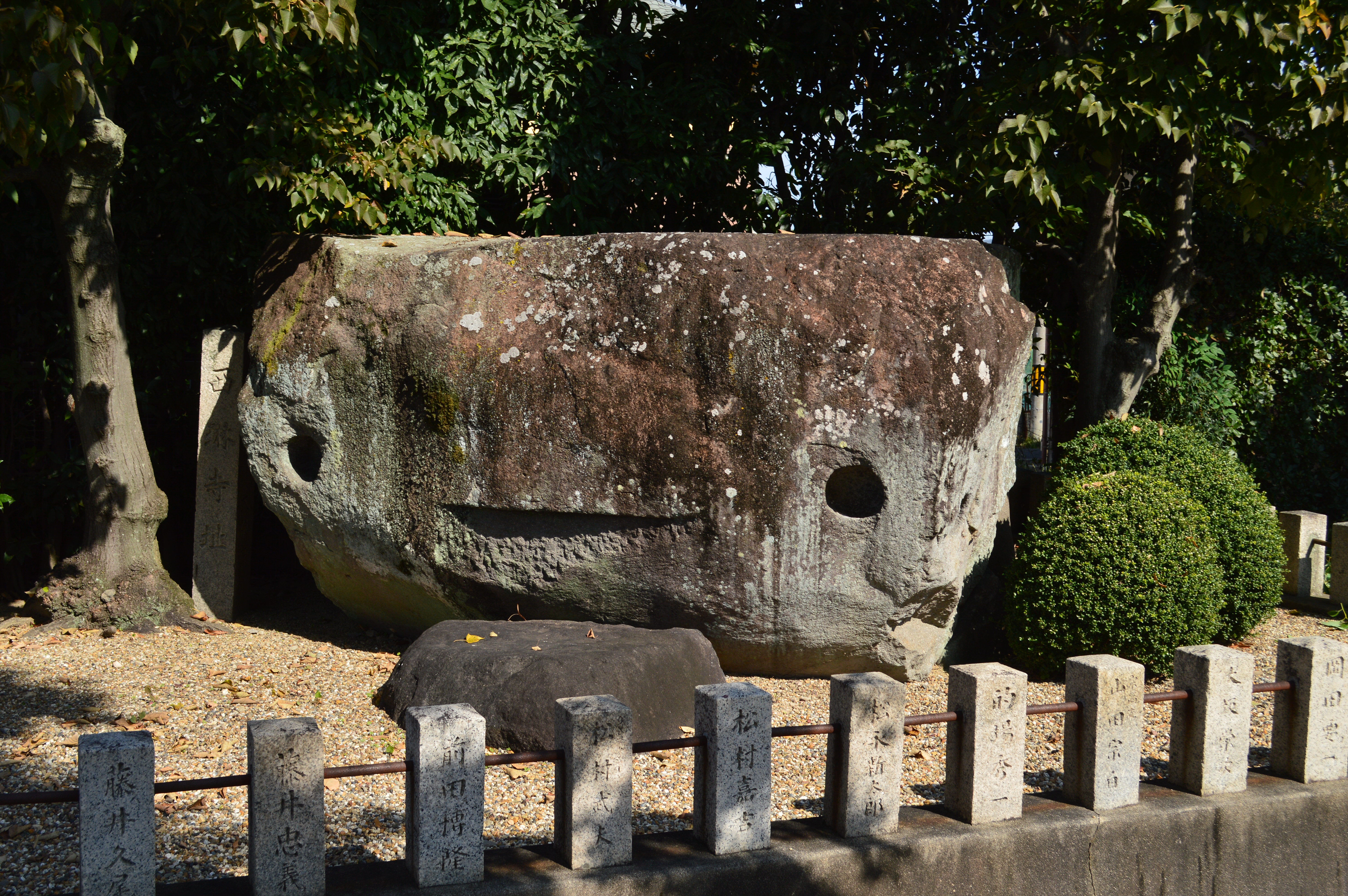
塔心礎

西琳寺（さいりんじ）は、大阪府羽曳野市にある高野山真言宗の寺院。

## 歴史
西琳寺は、7世紀前半に漢の高帝の子孫である渡来人の王仁の後裔である西文氏により創建されたとみられる。正確には、『西琳寺文永注記』によれば、志貴嶋天皇20年の己卯年9月7日に、大山上の書大阿斯高君（文首阿志高）、その子の支弥高首、阿斯高君あるいは支弥高首の子の栴檀高首、土師長兄高連、羊子首、韓会古首が創建したという。大山上は大化5年（649年）に制定された十九階の官位の一つで、のちの正六位上下あたりに相当し、中流官人である。「己卯年」は推古天皇27年（619年）と考えられており、畿内でも早い時期の寺院になる。創建時は現在よりも一回り大きい寺域（東西109m、南北218m）を有し、難波宮と飛鳥を結ぶ日本最古の街道である竹内街道に面していた。境内の庭に置かれた高さ2m近い塔礎石は重量は27tを超え、塔礎としては飛鳥時代最大のものである。創建時の伽藍は、塔を東、金堂を西に配する法起寺式伽藍配置とみられる。境内からは創建時の建物の屋根を飾っていた鴟尾（しび）が出土している。
寺の歴史に関しては『西琳寺文永注記』（一名『西琳寺縁起』、『続群書類従』所収）という文献がある。これは、鎌倉時代の文永8年（1271年）、惣持（叡尊の甥とされる）という僧が当時の寺に残っていた古文書、金石文などをもとに編纂したものである。同書に所引の「天平十五年十二月晦日記」（天平15年は743年）という記録は、西琳寺の創建を欽明天皇の乙卯年（欽明20年・559年）のこととするが、上田睦は境内出土瓦の型式編年等から、干支が一巡した60年後の推古天皇の乙卯年（欽明27年・619年）を実際の創建年とする説を取る。また、笹川尚紀も西文氏が欽明天皇と近い氏族で、欽明天皇の没後50年の前年にあたる推古天皇の乙卯年に欽明天皇の追善のために創建したとする説を取る。
安土桃山時代の兵火と明治時代の廃仏毀釈により中世以前の堂塔ほぼ全てを喪失した。

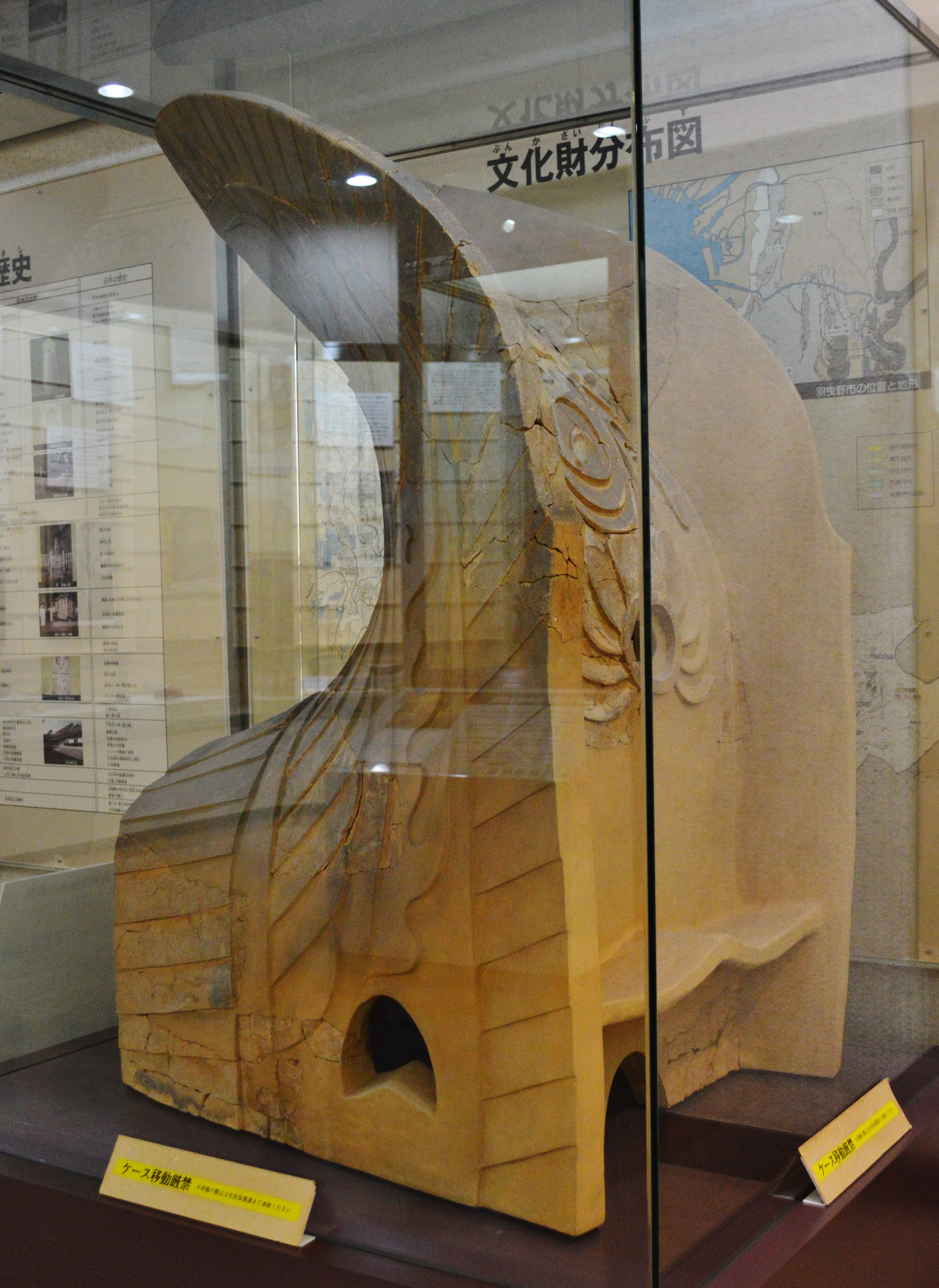
鴟尾 羽曳野市陵南の森歴史資料室展示。
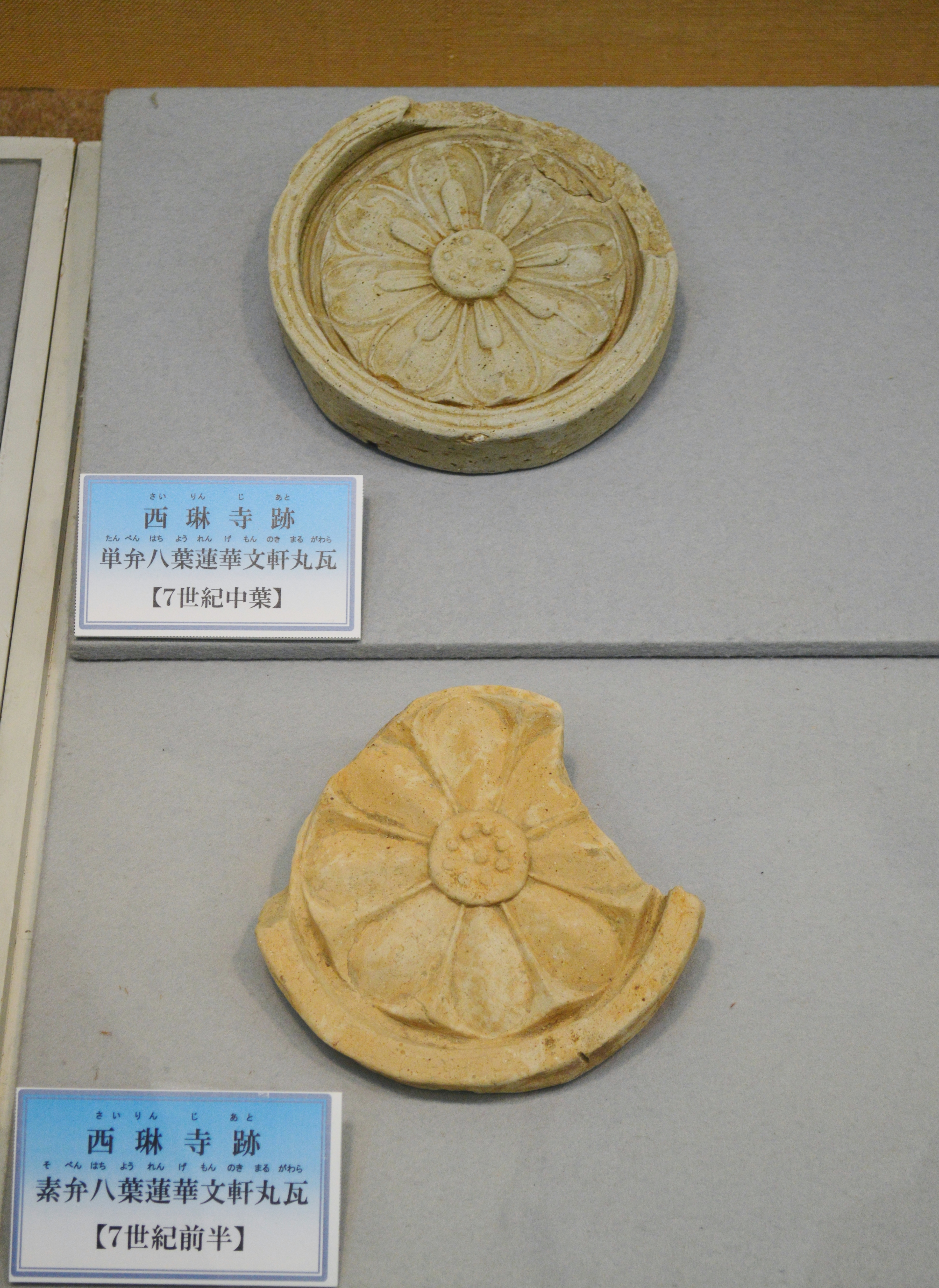
出土瓦 羽曳野市陵南の森歴史資料室展示。

## 伽藍
- 本堂
- 西門

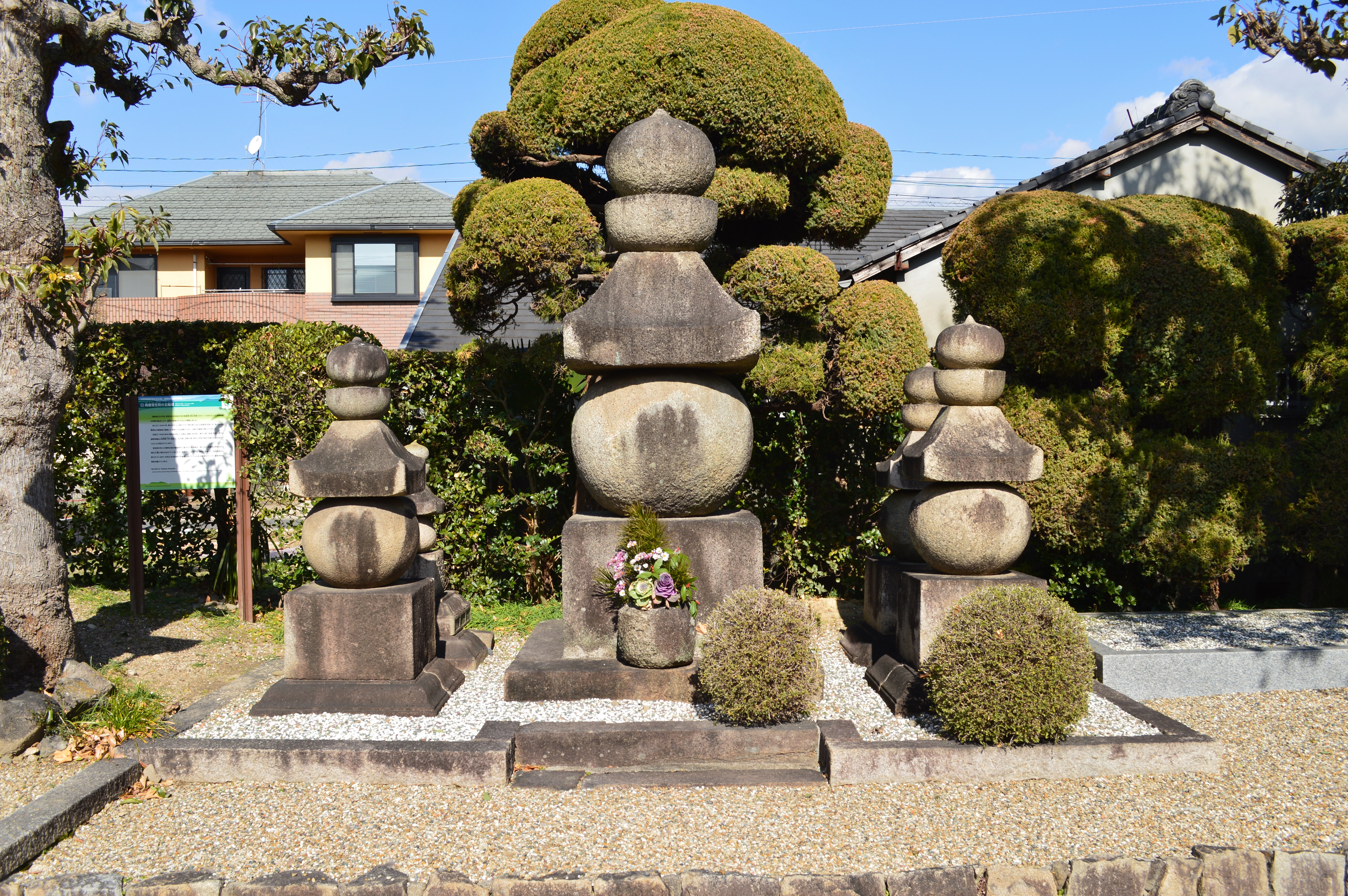
五輪塔
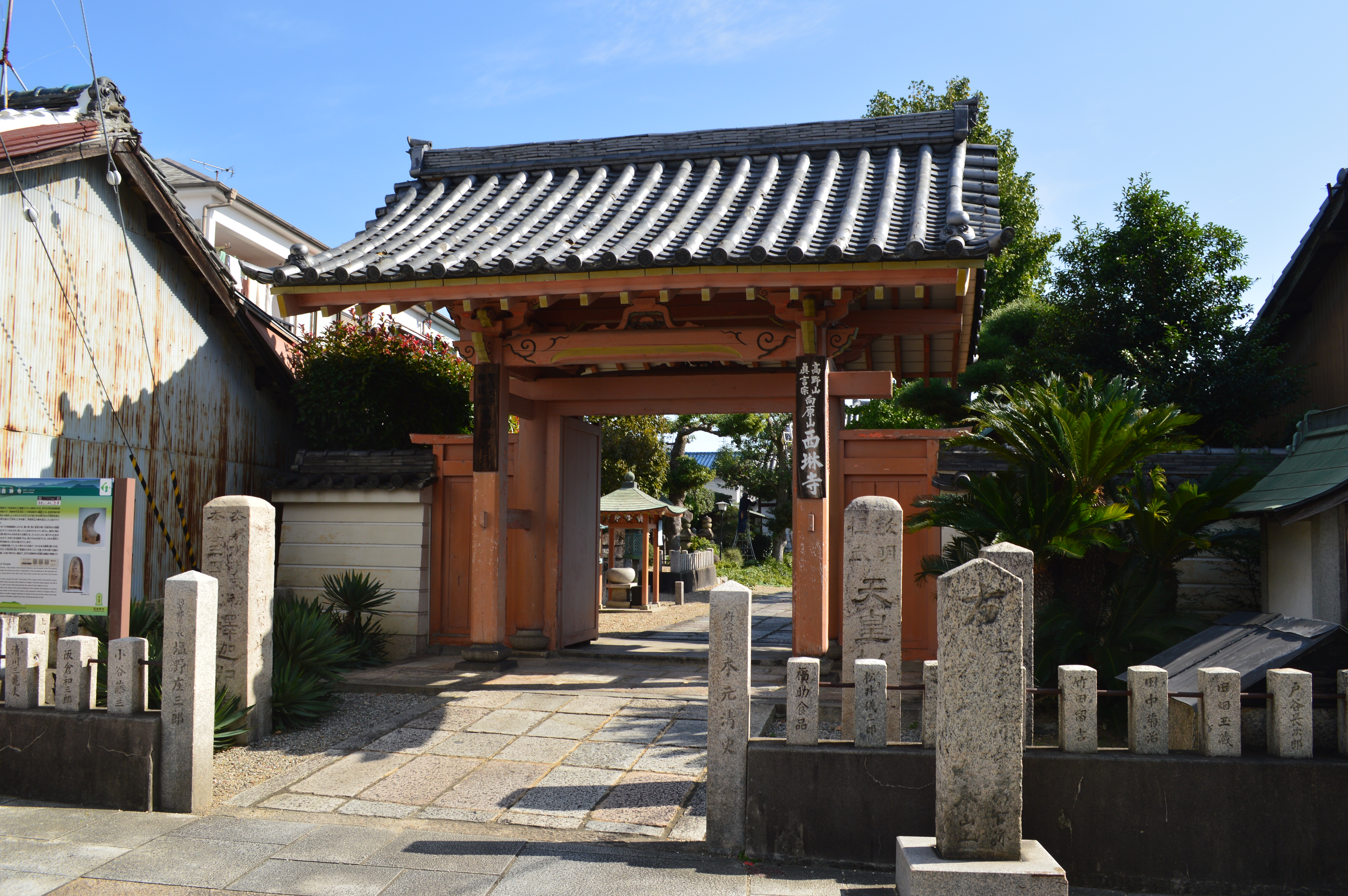
山門

- 五輪塔
- 山門

## 文化財

### 大阪府指定文化財
- 有形文化財
  - 西琳寺石造五輪塔（附 同跌石1個、石造蔵骨容器1口）（建造物） - 鎌倉時代後期の作。1970年（昭和45年）2月20日指定[7]。

### 羽曳野市指定文化財
- 有形文化財
  - 西琳寺跡出土鴟尾（考古資料） - 7世紀。1996年（平成8年）11月12日指定[7]。

### 関連文化財
- 木造十一面観音立像（観音堂安置） - 国の重要文化財（彫刻）。長円寺（羽曳野市古市）に伝わる、平安時代初期の作とされる仏像。西琳寺から伝わったとする説がある。1938年（昭和13年）8月26日指定[8]。

## 所在地
- 〒583-0852 大阪府羽曳野市古市2-3-2

## 交通アクセス
- 近鉄南大阪線 古市駅から約徒歩6分

## 関連文献
大阪府教育委員会「河内西琳寺の研究」第3号、大阪府教育委員会、1955年、doi:10.24484/sitereports.65387。